# Cleveland (Anglaterra)
|  | Per a altres significats, vegeu «Cleveland (desambiguació)». |

Cleveland és una àrea de l'Anglaterra nord-oriental que s'encara sobre el Mar del Nord. Entre les més importants ciutats del lloc hi ha Middlesbrough i Hartlepool. Teesport en canvi és notable per una gran refineria.
El comtat va néixer el 1974, gràcies a la unió d'algunes zones que abans estaven compreses en el comtat de Durham i part de Yorkshire (North Riding). Després fou abolit el 1996.
L'extensió ricopriva 583 km² i comptava amb una població de gairebé 560.000 persones (cens del 1995). El cap de partit era Middlesbrough.
S'hi treballava el ferro i el carbó.
Per raó del dur clima, l'agricultura se'n ressent i les collites són escasses.